# Équipe d'Espagne féminine de cyclisme sur route
L'équipe d'Espagne féminine de cyclisme sur route est la sélection de cyclistes espagnoles, réunis lors de compétitions internationales (les championnats d'Europe, du monde et les Jeux olympiques notamment) sous l'égide de la Fédération royale espagnole de cyclisme.

## Palmarès

### Jeux olympiques
L'Espagne n'a jamais remportée de médaille aux Jeux Olympiques en cyclisme sur route féminin.

### Championnats du monde de cyclisme sur route

#### Course en ligne
Le championnat du monde de course en ligne féminin est organisé depuis 1958.
| Médaille d'or | Médaille d'argent | Médaille de bronze       |
| ------------- | ----------------- | ------------------------ |
|               |                   | - 2002 : Joane Somarriba |

#### Contre-la-montre individuel
Le championnat du monde de contre-la-montre féminin est organisé depuis 1994.
| Médaille d'or            | Médaille d'argent        | Médaille de bronze     |
| ------------------------ | ------------------------ | ---------------------- |
| - 2003 : Joane Somarriba | - 2005 : Joane Somarriba | - 2001 : Teodora Ruano |

#### Contre-la-montre par équipes nationales
Le championnat du monde de contre-la-montre par équipes nationales est organisé à partir de 1987 à 1994. L'Espagne n'a jamais remporté de médaille en contre-la-montre par équipes nationales.